# Sygulina

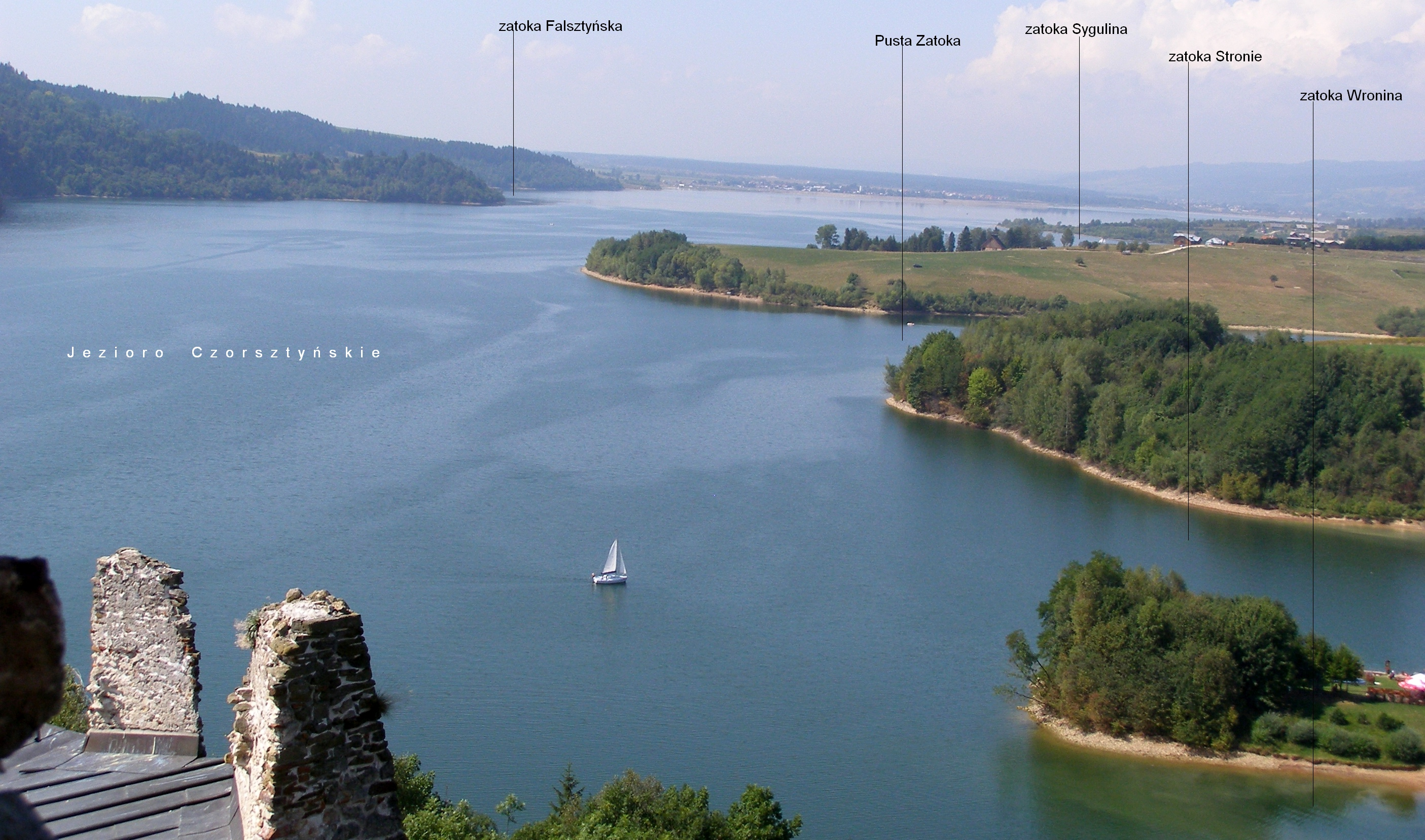
Widok z Zamku Czorsztyn

Sygulina – zatoka na lewym brzegu Jeziora Czorsztyńskiego. Jej środkiem biegnie granica między wsiami Kluszkowce, Mizerna i Maniowy w województwie małopolskim, w powiecie nowotarskim, w gminie Czorsztyn.
Jest to duża i głęboko w ląd wcięta zatoka. Jej prawe ograniczenie tworzy półwysep Stylchyn z Osadą Czorsztyn. Dawniej Sygulina była doliną potoku Mizerzanka, po wybudowaniu Zapory Niedzica na Czorsztyńskim Przełomie i napełnianiu Jeziora Czorsztyńskiego wodą, stała się zatoką. Tereny nad zatoką są tylko częściowo zabudowane, większość linii brzegowej to las i pola, równolegle do brzegu i w niewielkiej od niego odległości biegnie droga. Na zatoce jest pomost i przystań wodna oraz plaża i kąpielisko.
Do zatoki można dojechać od głównej drogi 969 lub Osady Czorsztyn. Wokół zatoki i całego Jeziora Czorsztyńskiego prowadzi szlak rowerowy.